# ユーグ5世・ド・リュジニャン
ユーグ5世・ド・リュジニャン（フランス語：Hugues V de Lusignan, 1021年ごろ - 1060年10月8日）は、5代リュジニャン領主およびクエ（en）領主。1026年ごろに父ユーグ4世より継承した。敬虔卿（le Pieux）といわれる。

## 結婚と子女
ユーグはラ・マルシュ伯ベルナール1世の娘アルモディスと結婚し、これにより子孫はラ・マルシュ伯位の権利を主張することとなる。後に近親婚を理由に離婚し、アルモディスはトゥールーズ伯ポンスと再婚した。2人の間には以下の子女が生まれた。
- ユーグ6世（1039/1043年 - 1102年）[2] - リュジニャン領主
- ジョルダン
- メリザンド（1055年以前生） - 1074年以前にパルトネーのヴィダム・シモン1世（"l'Archevêque"）と結婚

## 対立
ユーグの上級領主であったアキテーヌ公ギヨーム8世がギヨーム4世・ド・トゥールーズと戦うことになった際、アルモディスは自身の息子ギヨーム4世の側に付くようユーグを説得した。アキテーヌ公がリュジニャンを包囲し、ユーグは食糧のために出撃しようとしたとき、門のところで殺害された。長男ユーグ6世が跡を継いだ。